# Victor Tausk
Viktor Tausk, né le 12 mars 1879 à Žilina (Autriche-Hongrie) et mort le 3 juillet 1919 à Vienne (Autriche), est un médecin appartenant à la première génération des psychanalystes.

## Biographie
Victor Tausk naît à Žilina, en Slovaquie, dans une famille germanophone juive non pratiquante, qui s'installe en Croatie peu après sa naissance. Son père est journaliste dans un organe gouvernemental de Bosnie-Herzégovine et manifeste un fort attachement à l'empire austro-hongrois. Viktor Tausk quant à lui soutient le mouvement nationaliste yougoslave et apprend le serbo-croate. Il fait de brillantes études, choisit le droit et devient collaborateur d'un cabinet d'avocats de Mostar. Il se marie avec Martha Frisch, une jeune femme viennoise apparentée à la famille de Martin Buber avec qui il a trois enfants : un enfant mort à la naissance, puis Marius Tausk (1902), auteur d'un article sur son père, et Victor-Hugo (1904), puis le couple se sépare.
Viktor Tausk séjourne en 1906 à Berlin, où il cherche sa voie entre écriture, théâtre et poésie. Il est atteint d'une maladie pulmonaire, fait une dépression, et est hospitalisé pour des affections « physiques et nerveuses ». Il découvre la pensée de Sigmund Freud en lisant un article, écrit à celui-ci, qui l'invite à Vienne, où il se rend en 1908 et il se forme à la psychanalyse. Il se lie d'amitié avec Lou Andreas-Salomé et s'intéresse particulièrement à la psychose. Sigmund Freud l'encourage à devenir médecin, soutenant financièrement ses études, avec d'autres Viennois. Viktor exerce ensuite comme médecin à la clinique psychiatrique universitaire.
Au début de la Première Guerre mondiale, il est mobilisé comme psychiatre à Lublin. Médecin militaire, il expose lors d'une conférence tenue à Belgrade, dans une contribution brillante et originale, sa compréhension du phénomène de désertion. Il y livre son expérience de psychiatre dans un texte où il s’intéresse aux psychoses de guerre.
Après la guerre, il manque d'argent, mais ne veut pas quitter Vienne où il entreprend un début d'analyse avec Helene Deutsch que Freud demande à celle-ci d'interrompre dès 1918, au bout de trois mois. Tausk se fiance à une jeune pianiste, Hilde Loewi, mais se suicide le 3 juillet 1919 ; les raisons de ce geste ne sont pas réellement connues et font l'objet de plusieurs hypothèses. Dans une lettre datée du 25 août 1919 adressée à Lou Andreas-Salomé, Freud écrit à son propos : « Pauvre Tausk ! Je l'aimais bien.(...) S'il a choisi une arme, je pourrais imaginer que cette mort a été la dernière satisfaction d'une volupté invraisemblable, c'est-à-dire à la fois d'un acte de violence et de souffrance. Car c'est là que gisait le problème de Tausk, son danger qui faisait aussi son charme.(...) ».

## Son œuvre
Il a écrit quatorze articles, dont le plus connu est « De la genèse de l'appareil à influencer au cours de la schizophrénie », dernier article publié de son vivant dans la revue Internationale Zeitschrift für Psychoanalyse.

## «L'Appareil à influencer»
Un « appareil à influencer » fut décrit pour la première fois en 1810 par le médecin anglais John Haslam (1764-1844) dans le cadre d'une analyse documentée et illustrée sur un patient nommé James Tilly Matthews.
L'article « De la genèse de "l'appareil à influencer" dans la schizophrénie » contient le résumé d'observations cliniques sur différents patients schizophrènes en proie à un trouble aigu de la personnalité, une forme de délire de type paranoïaque se manifestant sous la forme de visions et de récits décrivant une « machine diabolique » qui les persécuterait et influencerait leurs comportements. Tausk relève que cette forme d'illusion ne toucherait apparemment que des sujets de sexe masculin, quoique ce soit une femme qui lui ait servi d'exemple pour exposer la constitution de la "machine"; et que ces machines seraient toutes décrites comme activées par des médecins, hommes ou femmes ressemblant fortement à ceux-là mêmes qui sont chargés desdits sujets, comme l'a montré une littérature relativement abondante,.
Tout aussi important que la machine elle-même est le processus de sa constitution : après une première période hypochondriaque, s'ensuit une période d'aliénation, au cours de laquelle les organes douloureux sont désinvestis et réapparaissent comme pièces d'une machine du monde du malade. L'aliénation cède ainsi la place à une troisième période, qui est celle de la transformation de la perception du monde, débouchant sur des sentiments de persécution.

## Postérité
Heinz Kohut, comme beaucoup d'autres, reconnaît sa dette à l'égard de Tausk dans son étude sur l'analyse du Self[réf. souhaitée]. Nous avons déjà mentionné Nacht, Racamier ou Azoulay, mais il est aussi possible d'ajouter le nom Harold Searles à cette liste et Freud lui-même, dont tous les exemples cliniques qui apparaissent dans son texte sur "L'Inconscient" proviennent de Tausk,.
Il serait néanmoins réducteur de restreindre la contribution de Tausk à la description de ce seul élément clinique, aussi répandu soit-il. En effet, Tausk est aussi le pionnier de la formulation du concept d'"identification projective". Il écrit dans ce même article sur la "machine à influencer" : « J’admets comme un fait l’existence de ces deux phases successives au cours de la trouvaille de l’objet et du choix objectal, au niveau du corps propre : les phases d’identification et de projection",. Dans ce sens, aussi bien Melanie Klein que Wilfred Bion sont redevables de l'inventivité de Tausk. Finalement, le mouvement psychanalytique lui doit beaucoup.
L'écrivaine Michèle Fabien écrit en 1987 une pièce de théâtre intitulée Tausk.

## Œuvre
- Œuvres psychanalytiques, Paris, Payot, 2000,  (ISBN 222889284X).
- L'« appareil à influencer » des schizophrènes (1919), Paris, Payot, coll. Petite Bibliothèque Payot, 2010,  (ISBN 2228905216).